# Ínids
Els ínids (Iniidae) són una família de dofins de riu que conté un gènere vivent i quatre d'extints.

## Taxonomia
La família fou descrita per John Edward Gray el 1846. Les classificacions actuals hi situen un únic gènere vivent, Inia, amb entre una i tres espècies i diverses subespècies. La família també conté tres gèneres extints, descrits a partir de fòssils trobats a Sud-amèrica, Florida (EUA), Líbia i Itàlia.
- Família Iniidae
  - Gènere Goniodelphis †
    - G. hudsoni

  - Gènere Inia
    - Inia geoffrensis - Dofí de l'Amazones
      - I. g. boliviensis
      - I. g. humboldtiana
      - I. g. geoffrensis

    - Inia araguaiaensis

  - Gènere Meherrinia †
  - Gènere Ischyrorhynchus † (sin. Anisodelphis)
    - I. vanbenedeni (sin. Anisodelphis brevirostratus)

  - Gènere Saurocetes † (sin. Saurodelphis i Pontoplanodes)
    - S. argentinus (sin. Pontoplanodes obliquus)
    - S. gigas